# Tituly a vyznamenání Michela Sulajmána

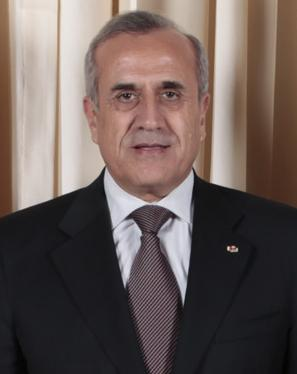
Michel Sulajmán v roce 2009

Michel Sulajmán, libanonský politik, voják a bývalý prezident Libanonu, obdržel během svého života řadu libanonských i zahraničních řádů a medailí. Během svého funkčního období jako prezident republiky byl také velmistrem libanonských řádů.

## Vyznamenání

### Národní vyznamenání
Libanonská vyznamenání, která obdržel M. Sulajmán:

#### Řády
- Řád za zásluhy I. třídy – 1998
- Řád za zásluhy II. třídy – 1993
- Řád za zásluhy III. třídy – 1985
- velkokříž Národního řádu cedru – 1999
- rytíř Národního řádu cedru – 1993

#### Medaile
- Válečná medaile – 1992
- Medaile národní jednoty – 1993
- Medaile jižního úsvitu – 1993
- Stříbrná medaile – 1994
- Medaile za vnitřní bezpečnost – 2001
- Medaile za státní bezpečnost – 2001
- Medaile za všeobecnou bezpečnost – 2001
- Vojenská medaile – 2003
- Pamětní medaile konfederace roku 2002 – 2003
- Čestná medaile Arabské federace – 2004
- Čestná medaile Arabské federace za vojenské sporty II. třídy – 2005
- Stříbrná medaile vojenské hrdosti – 2006

### Zahraniční vyznamenání
- Arménie
  -  Řád cti – 2011[1]
- Bahrajn
  -  Řád za vojenskou odvahu – 2009[1]
- Brazílie
  -  velkokříž s řetězem Řádu Jižního kříže – 2010[1]
  -  velkokříž Řádu Rio Branco – 2011[1]
- Francie
  -  velkokříž Řádu čestné legie – 2009[1]
- Itálie
  -  velkokříž s řetězem Řádu zásluh o Italskou republiku – 14. října 2008[2][1]
- Katar
  -  Řetěz nezávislosti – 2010[1]
- Kypr
  -  velkokříž s řetězem Řádu Makaria III. – 2010[1]
- Kuvajt
  -  řetěz Řádu Mubáraka Velikého – 2009[1]
- Monako
  -  velkokříž Řádu svatého Karla – 13. ledna 2011 – udělil kníže Albert II. Monacký[3]
- Omán
  -  Řád Ománu I. třídy, vojenská divize – 2009[1]
- Pobřeží slonoviny
  -  velkokříž Národního řádu Pobřeží slonoviny – 14. března 2013 – udělil prezident Alassane Ouattara[4]
- Rakousko
  -  velkohvězda Čestného odznaku Za zásluhu o Rakouskou republiku – 2012
- Rumunsko
  -  velkokříž s řetězem Řádu rumunské hvězdy – 2009[1][5]
- Rusko
  -  Medaile za vojenskou spolupráci – 2007
- Řecko
  -  velkokříž Řádu Spasitele – 2012
- Saúdská Arábie
  -  řetěz Řádu krále Abd al-Azíze –2008[1]
- Senegal
  -  velkokříž Národního řádu lva – 2013
- Spojené arabské emiráty
  -  řetěz Řádu Zajda – 10. února 2009[1]
- Sýrie
  -  speciální třída Řádu za občanské zásluhy – 2005[1]
  -  Řád Umajjovců I. třídy – 2010[1]
- Španělsko
  -  velkokříž s řetězem Řádu Isabely Katolické – 20. října 2009 – udělil král Juan Carlos I.[1][6]
- Ukrajina
  -  Řád knížete Jaroslava Moudrého IV. třídy – 2002
- Vatikán
  -  velkokříž Řádu Pia IX. – 16. října 2014 – udělil papež František[7][8]

### Ostatní vyznamenání
- Suverénní řád Maltézských rytířů
  -  řetěz s meči Maltézského záslužného řádu – 2009[1]